# Not Ready to Die
Not Ready to Die est un single sorti par le groupe Avenged Sevenfold, le 2 mai 2011. À la suite de la mort du précédent batteur, The Rev, le single a été enregistré, pour la première fois, avec la participation d'Arin Ilejay.
Le morceau a été composé pour l'extension du jeu vidéo Call of Duty: Black Ops, Call of the Dead.

## Classements hebdomadaires
| Classement (2011)              | Meilleure position |
| ------------------------------ | ------------------ |
| Canada (Canadian Hot 100)      | 73                 |
| États-Unis (Billboard Hot 100) | 70                 |
| Royaume-Uni (UK Rock Chart)    | 1                  |